# Natoma
Natoma és una població dels Estats Units a l'estat de Kansas. Segons el cens del 2000 tenia 367 habitants.

## Demografia
Segons el cens del 2000, Natoma tenia 367 habitants, 178 habitatges, i 95 famílies. La densitat de població era de 337,4 habitants/km².
Dels 178 habitatges en un 25,3% hi vivien nens de menys de 18 anys, en un 46,1% hi vivien parelles casades, en un 3,4% dones solteres, i en un 46,6% no eren unitats familiars. En el 44,4% dels habitatges hi vivien persones soles el 21,3% de les quals corresponia a persones de 65 anys o més que vivien soles. El nombre mitjà de persones vivint en cada habitatge era de 2,06 i el nombre mitjà de persones que vivien en cada família era de 2,88.
Per edats la població es repartia de la següent manera: un 24,8% tenia menys de 18 anys, un 4,6% entre 18 i 24, un 25,1% entre 25 i 44, un 20,7% de 45 a 60 i un 24,8% 65 anys o més.
L'edat mediana era de 42 anys. Per cada 100 dones de 18 o més anys hi havia 100 homes.
La renda mediana per habitatge era de 24.091 $ i la renda mediana per família de 37.500 $. Els homes tenien una renda mediana de 24.896 $ mentre que les dones 22.083 $. La renda per capita de la població era de 14.671 $. Entorn del 8,7% de les famílies i el 15,9% de la població estaven per davall del llindar de pobresa.

## Poblacions més properes
El següent diagrama mostra les poblacions més properes.